# São Roque do Faial
São Roque do Faial est une freguesia portugaise située dans la ville de Santana, dans la région autonome de Madère.
Avec une superficie de 15,90 km2 et une population de 927 habitants (2001), la paroisse possède une densité de 58,3 hab/km2.